# Lambon (Garonne)
Der Lambon ist ein Fluss in Frankreich, der in der Region Okzitanien verläuft. Er entspringt an der Gemeindegrenze von Cabanac-Séguenville und Brignemont, entwässert generell in nordöstlicher Richtung und mündet nach rund 26 Kilometern im Gemeindegebiet von Mas-Grenier als linker Nebenfluss in die Garonne. Ein zweiter Mündungsarm erreicht bereits rund 1,5 Kilometer oberhalb die Garonne. Auf seinem Weg durchquert der Lambon die Départements Haute-Garonne und Tarn-et-Garonne.

## Orte am Fluss
(Reihenfolge in Fließrichtung)
- Lambon, Gemeinde Cabanac-Séguenville
- Gariès
- Comberouger
- Mas-Grenier